# Rocks (film, 2019)
Pour les articles homonymes, voir Rocks).
Pour plus de détails, voir Fiche technique et Distribution.
Rocks est un film britannique réalisé par Sarah Gavron sorti en 2020.

## Synopsis
Jeune anglaise de 15 ans, Shola, dite "Rocks", d'origine nigériane, vit avec sa mère et son petit frère Emmanuel dans le quartier londonien de Hackney. Un beau jour, leur mère disparaît sans laisser de traces. Que faire ? Tout d'abord échapper à l'emprise des services sociaux. Pour ce faire, Rocks a besoin de l'aide de ses copines...

## Fiche technique
- Titre original et français : Rocks
- Réalisation : Sarah Gavron
- Scénario : Claire Wilson et Theresa Ikoko, d'après l'histoire de cette dernière
- Musique : Emilie Levienaise-Farrouch
- Photographie : Hélène Louvart
- Décors : Alice Normington, Isobel Dunhill
- Costumes : Ruka Johnson
- Son : Yves-Marie Omnes
- Mixage son : Max Walsh
- Montage : Maya Maffioli
- Production : Faye Ward, Ameenah Ayub Allen
  - Production associée : Clark Crewe, Tom Harberd
  - Production déléguée : Sarah Gavron, Sue Bruce-Smith
- Sociétés de production : Fable Pictures, BFI Production Board, Film4
- Société de distribution : Haut et Court (France)
- Pays d'origine :  Royaume-Uni
- Genre : drame
- Format : couleur
- Durée : 93 minutes
- Dates de sortie :
  - Royaume-Uni et Irlande : 18 septembre 2020
  - France : 9 septembre 2020

## Distribution
- Bukky Bakray : Shola, dite « Rocks »
- Kosar Ali : Sumaya
- D'Angelou Osei Kissiedu : Emmanuel
- Shaneigha-Monik Greyson : Roshé
- Ruby Stokes : Agnes
- Tawsheda Begum : Khadijah
- Afi Okaidja : Yawa

## Accueil

### Accueil critique
Le site Allociné propose une moyenne de 3,5⁄5 à partir de 29 critiques de presse.
Pour Nathalie Chifflet du quotidien Dernières Nouvelles d'Alsace, « Quelque part entre Kes de Ken Loach et Bande de Filles de Céline Sciamma, cousinant lointainement aussi avec Nobody knows d’Hirokazu Kore-eda, ce dur et doux voyage néoréaliste des deux enfants abandonnés est illuminé par la jeune Bukky Bakray et le petit D’Angelou Osei Kissiedu ».
D'après Yannick Vely du journal Le Parisien, « Ce qui est beau, aussi, dans le film de Sarah Gavron, c'est qu'il est une ode à une Angleterre multi-raciale et culturelle, un United Colors of Britannia qui doit se serrer les coudes dans l'adversité, un message très politique en plein Brexit ».

## Distinctions
- Festival international du film de Saint-Sébastien 2019 : Prix Signis
- Festival international du film de Dublin 2020 : Prix d'interprétation collective
- Festival de cinéma européen des Arcs 2019 : Grand Prix du Jury
- British Academy Film Awards 2021 : Meilleur casting pour Lucy Pardee (en)